# Okpometa
Okpometa est un arrondissement de la commune de Kétou dans le Département du Plateau au Bénin.

## Géographie
Okpometa est une division administrative sous la juridiction de la commune de Kétou,.

## Démographie
Selon le recensement de la population effectué par l'Institut National de la Statistique Bénin en 2013, Okpometa compte 9 184 habitants pour une population masculine de 4 592 contre 4 592 femmes pour un ménage de 1 760.